# Chitwans nationalpark
Chitwans nationalpark är en nationalpark och ett världsarvsområde i Nepal. Området utsågs till världsarv av Unesco år 1984 och de tre kriterier för utmärkelsen som området omfattar är i korthet: höga naturvärden och skyddsvärda naturscenerier, utgörandet av ett särskilt värdefullt exempel på pågående ekologiska och biologiska processer i naturen, samt vara av betydande värde för den biologiska mångfalden på jorden.
Chitwan nationalpark ligger just nedanför Himalayas sluttningar i de södra delarna av centrala Nepal. Parken grundades år 1973 och är den äldsta nationalparken i Nepal. Idag omfattar parken cirka 932 kvadratkilometer. Parken är ganska kuperad, eftersom den till stora delar ligger på sluttningarna av Siwalikbergen. Delar av parken utgörs också av flodslätter kring de tre floderna Narayani, Rapti och Reu.
Floran och faunan är mycket artrik. Skogarna i högre belägna områden, det vill säga sådana områden som inte översvämmas under den årliga monsunen, domineras av salträd. Det finns omkring 50 däggdjursarter i parken, bland annat indisk pansarnoshörning, tiger, leopard, axishjort och gaur. Fågelfaunan består av omkring 450 olika arter, till exempel rostand, bandvingad näshornsfågel och svarthalsad stork. I kräldjursfaunan, med omkring 45 olika arter, märks särskilt  sumpkrokodil och gavial
.

Chitwans nationalpark
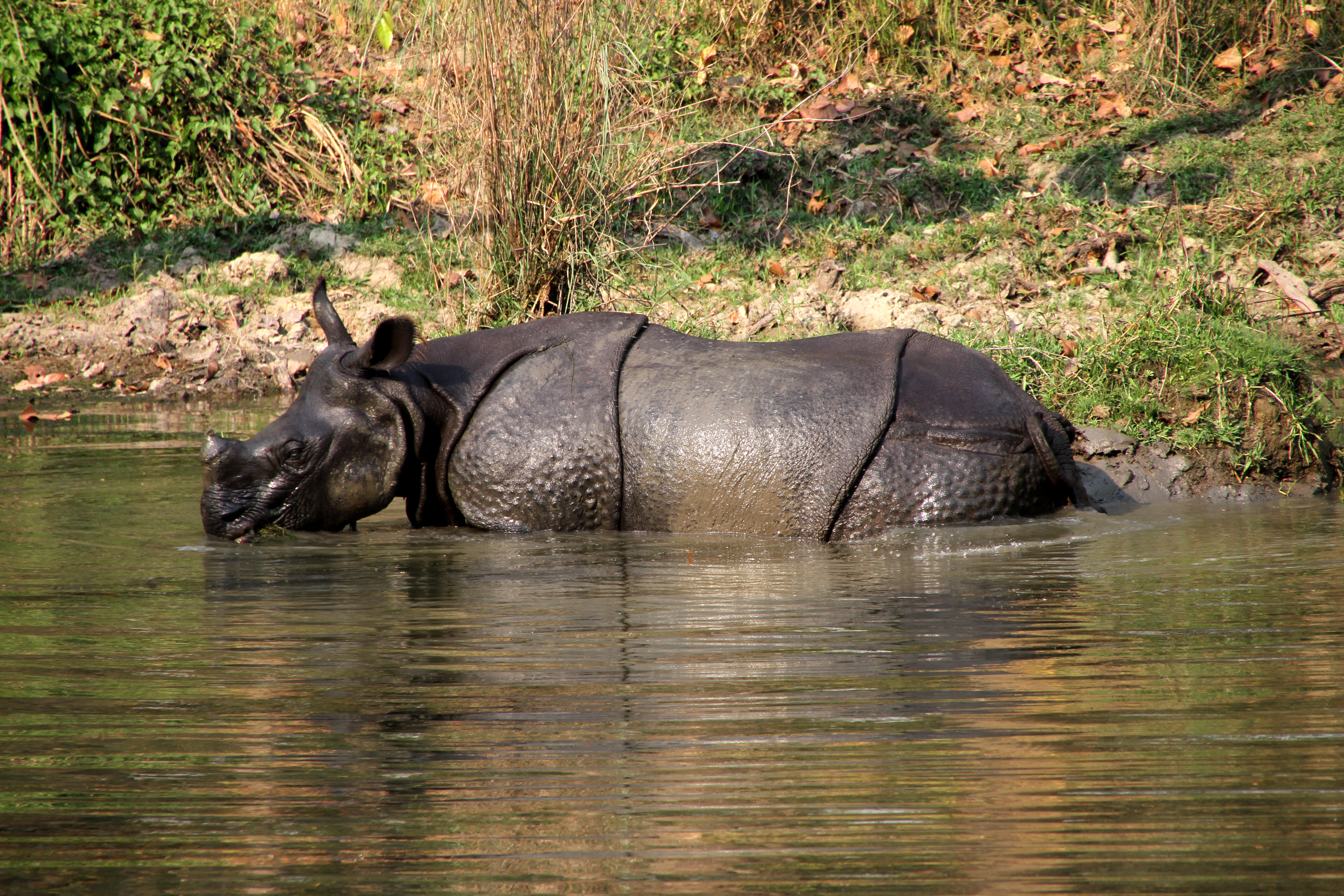
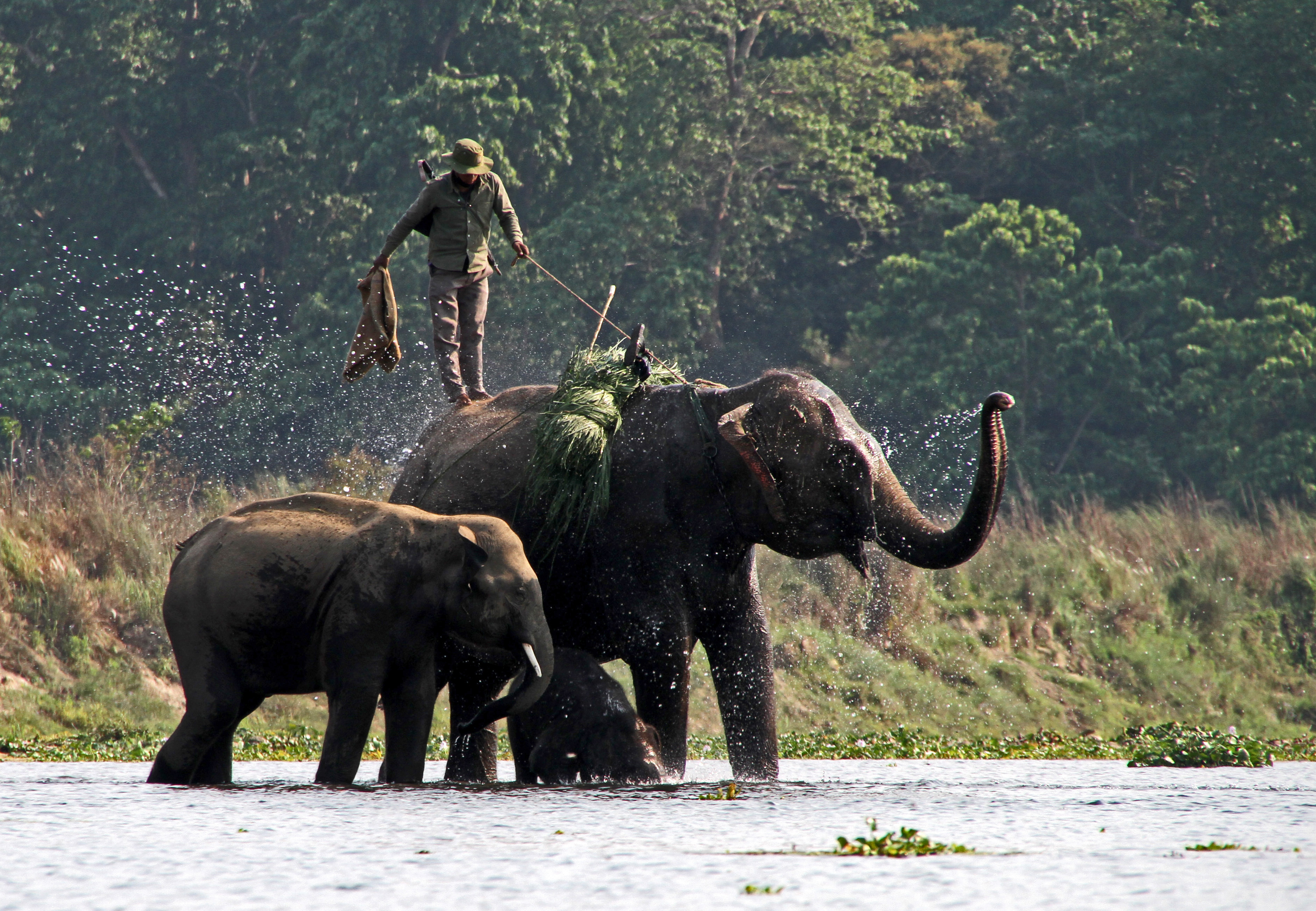
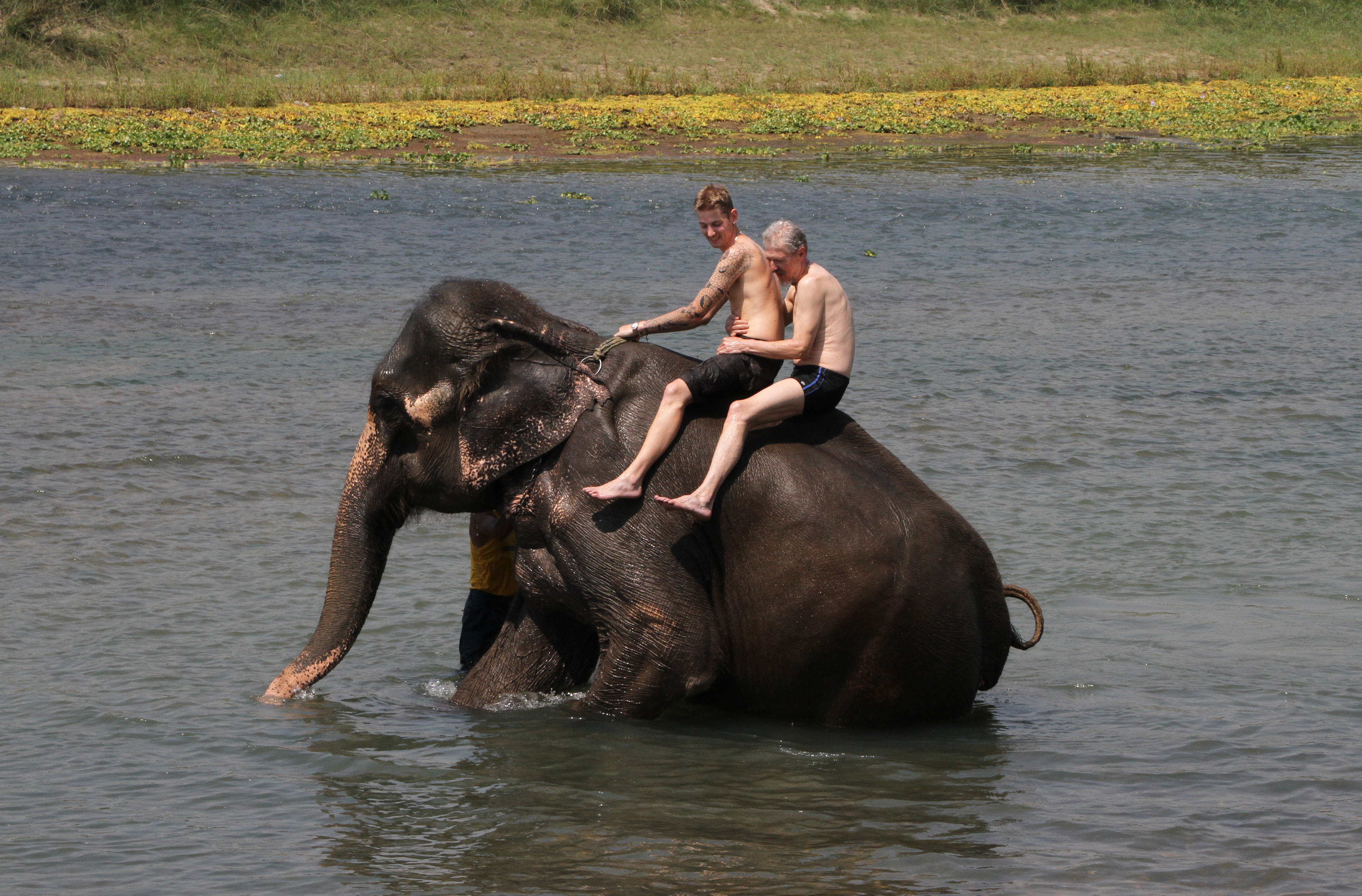
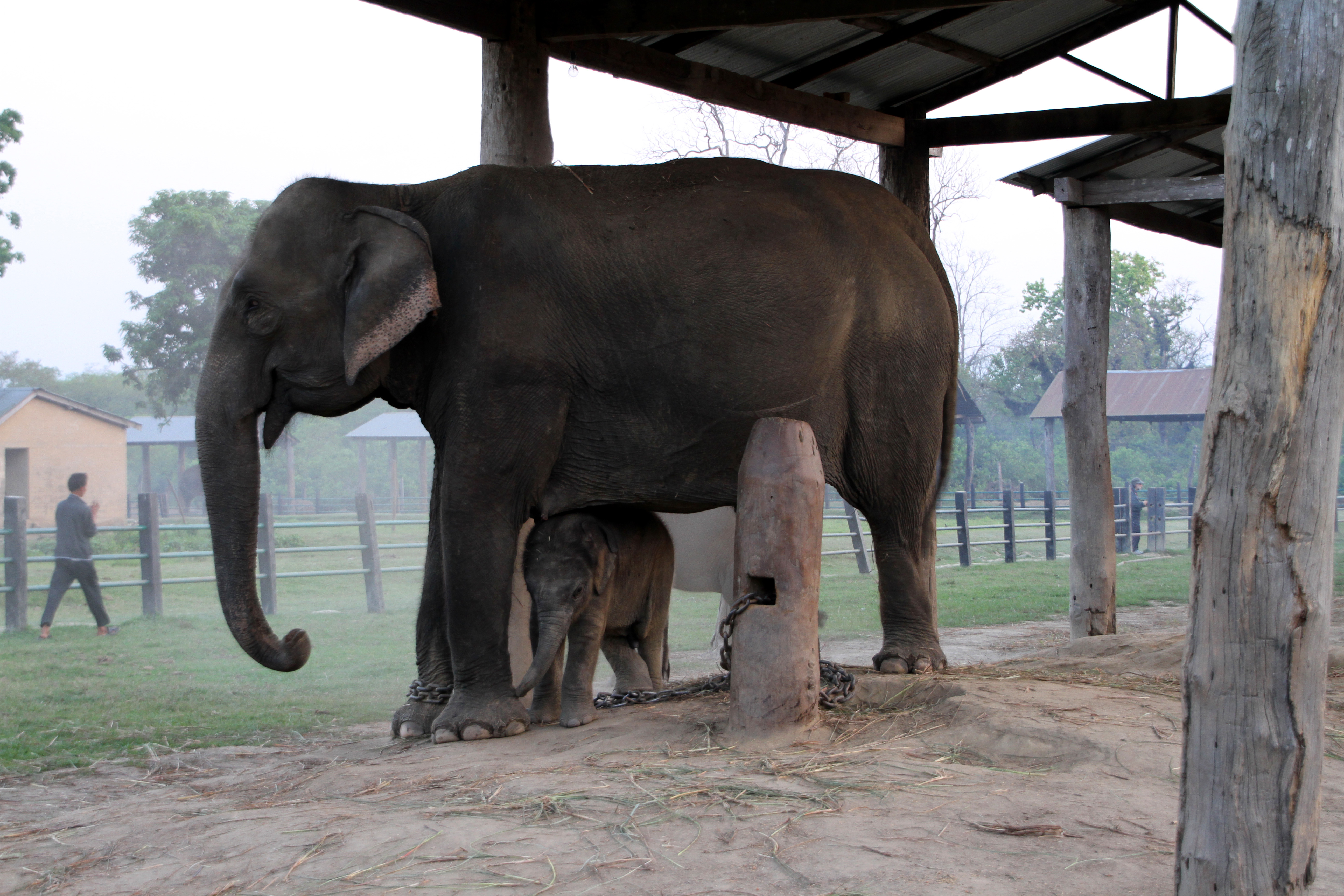
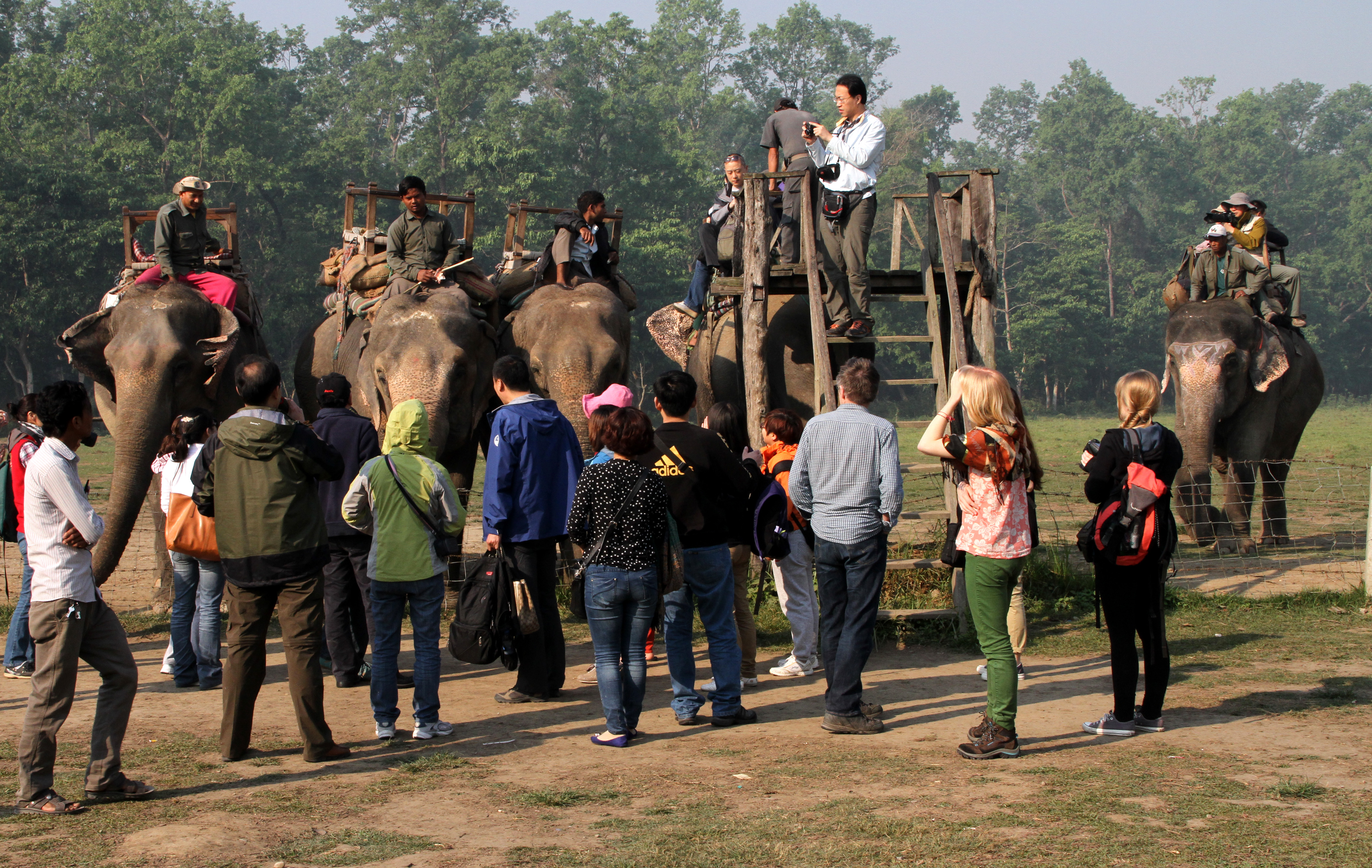
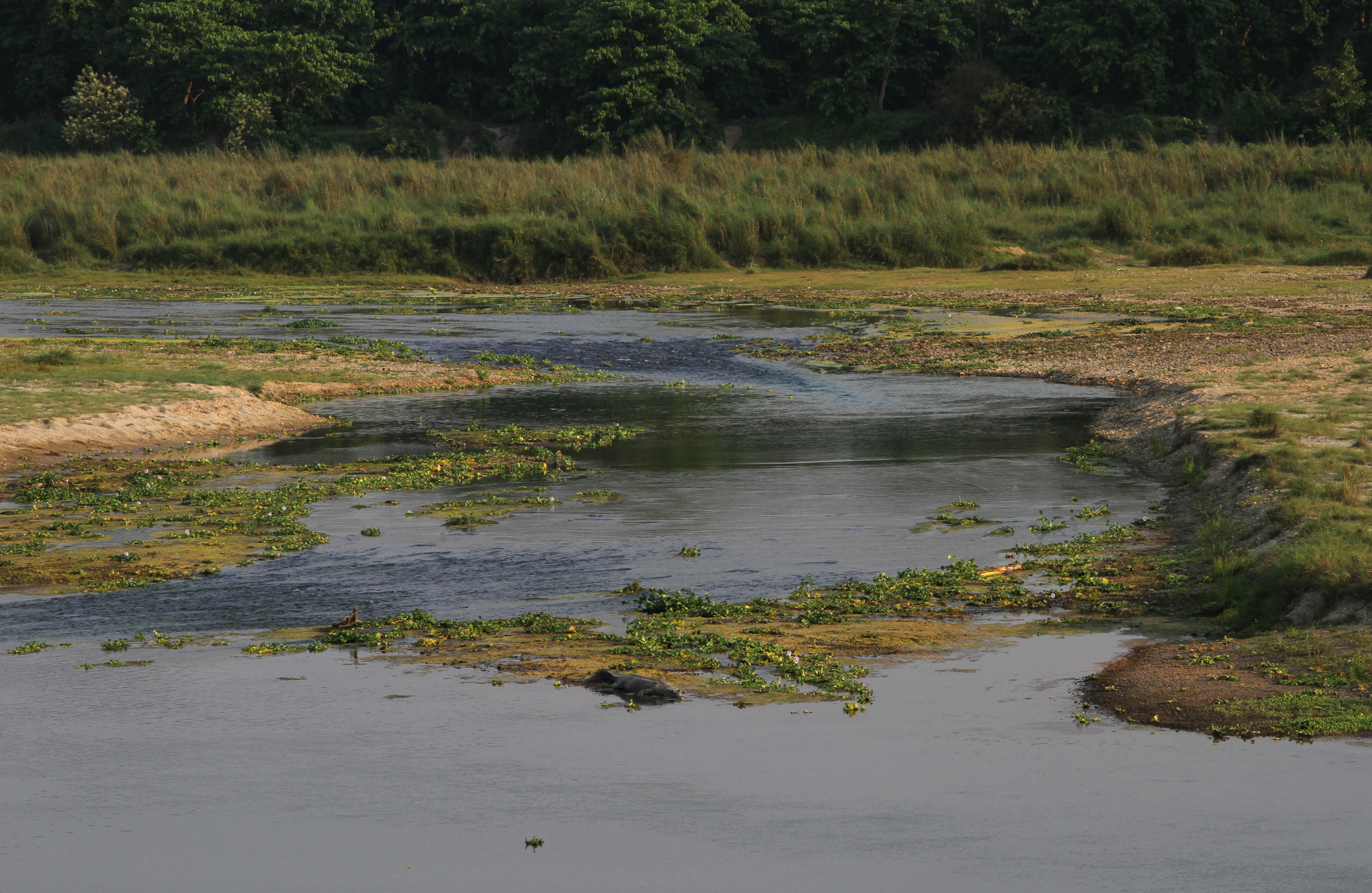
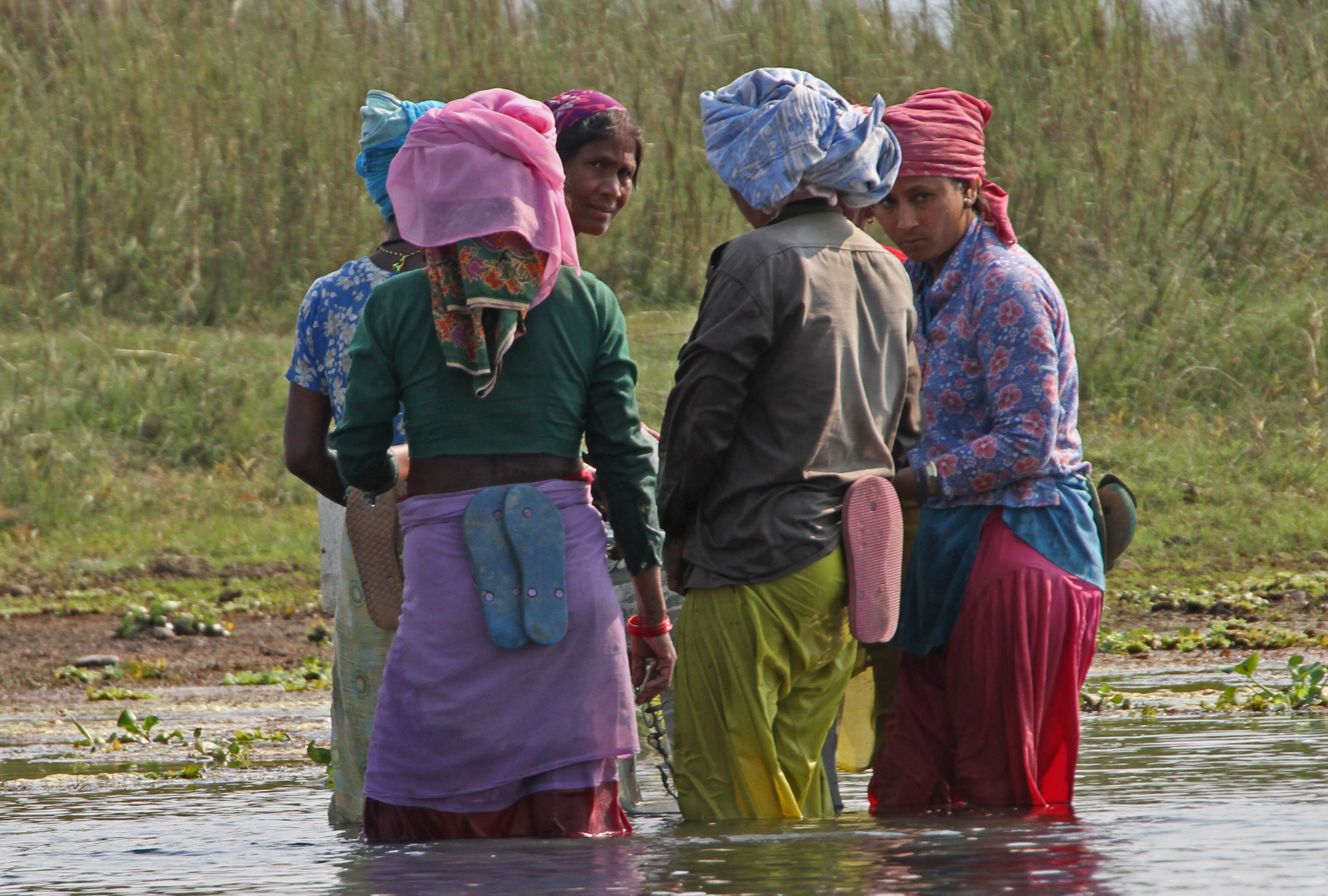
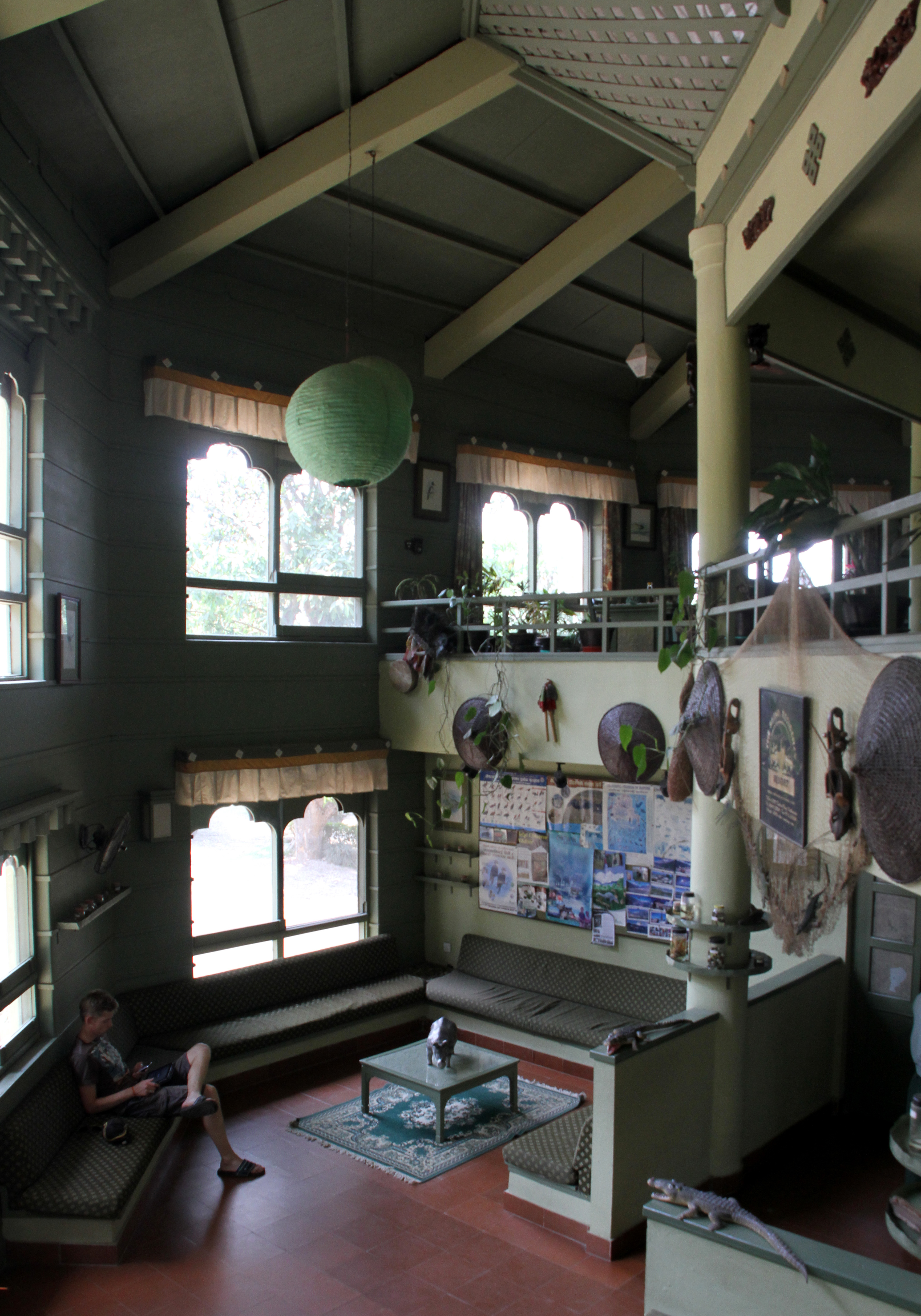